# Tomek Grot
Tomek Grot (niem. Jan Tenner) – niemiecka seria słuchowisk science fiction wydawanych w latach 1980-1989 w RFN na kasetach magnetofonowych. W późniejszych latach serię wznowiono jako Jan Tenner – Die neue Dimension i wydawano na płytach CD. Autorami scenariuszy byli H. G. Francis i Horst Hoffmann. 

## Komiks
Do części słuchowisk dołączono w latach 1984-1985 komiksy autorstwa polskiego rysownika Bogusława Polcha, który tworzył także ilustracje okładkowe do samych kaset. Jeden album z serii (zawierający trzy oparte na słuchowiskach krótkie historie) ukazał się w 1989 także w wersji polskiej pod tytułem Tomek Grot – Pościg nakładem wydawnictwa As Editor. Zapowiedziano również drugi i trzeci album,  Zdobycz i Zagrożenie, które nigdy nie ukazały się w Polsce. 
Oprócz krótkich komiksów dołączanych do słuchowisk Polch stworzył także dwa pełnometrażowe komiksy o Tennerze/Grocie, które jednak ostatecznie nie zostały oficjalnie wydane nawet w Niemczech.

## Obsada
Polskie imiona postaci pochodzą z polskiego wydania komiksu.
- Narrator – Ulli Herzog
- Tomek Grot (Jan Tenner) – Lutz Riedel
- Profesor Dąbrol (Professor Futura) – Klaus Nägelen
- Generał Tupacz (General Forbett) – Heinz Giese
- Aldia (Laura) – Marianne Groß
- Tanja – Christine Schnell-Neu
- Docent Bajdur (Professor Zweistein) – Klaus Miedel
- Gaduła (Mimo) – Wilfried Herbst
- Lwoni (Leonen) – Alexander Herzog, Heinz Rabe, Gerd Holtenau